# Etta James (album)
| Recensione | Giudizio |
| ---------- | -------- |
| Allmusic   | [ 1 ]    |

Etta James è il terzo album in studio della cantante statunitense Etta James, pubblicato il 5 maggio 1962 dalla Argo Records.

## Descrizione
L'album è stato prodotto da Phil e Leonard Chess.

## Tracce
Lato A
1. Waiting for Charlie to Come Home – 2:08 (Bob Hilliard, Burt Bacharach)
2. Guess Again
3. A Lover's Mourn
4. You Can Count on M – 2:36 (Eddie Singleton)
5. If I Can't Have You – 3:01 (Gwen Fuqua, Etta James)

Durata totale: 7:45
Lato B
1. Something's Got a Hold on Me – 2:50 (Etta James, Leroy Kirkland, Pearl Woods)
2. My Dear
3. Nobody But You – 2:24 (Willie Dixon)
4. Let Me Know – 3:08 (Billy Davis, Berry Gordy)
5. Spoonful – 2:35 (Willie Dixon)

Durata totale: 10:57